# 榛名神社 (沼田市)
榛名神社（はるなじんじゃ）は、群馬県沼田市榛名町にある神社。旧社格は県社。

## 概要
創建は不明。信濃国小県郡真田村（現・長野県上田市）の白山神社別当寺には「上野国利根荘内 臼根郷 春名権現」という銘のある正応3年（1290年）鋳造の鐘があったと伝わり、これが当社のものであったとされている。
『沼田城代記』によれば、享禄元年（1528年）に沼田輝泰が倉内城（沼田城）を築くにあたり、栗森にあった武尊宮を、根岸小路と呼ばれ天神宮があった当地に遷座したという。榛名大神は、沼田顕泰が居城とした幕岩城内に祀られていたのを遷座したとされる。
享保19年（1934年）榛名満行大権現は正一位となり、明治2年（1869年）に榛名満行大権現を榛名神社に改めた。
諏訪神社は、いつの頃からか滝棚（沼田台）にあり、寛政年間（1789年 - 1801年）に天水に遷宮した。明治41年（1908年）4月8日、榛名神社に合祀された。
明治6年（1873年）5月郷社に列せられる。昭和3年（1928年）郷社から県社に昇格。
昭和28年（1953年）2月宗教法人榛名神社となる。

## 境内
石鳥居 - 寛永17年（1640年）真田信政の建立。諏訪神社から合祀によって移された。
本殿 - 三間社流造、銅板瓦棒葺。『県社榛名神社御由緒』によれば寛永4年（1627年）11月真田河内守の建立とされ、建築様式から17世紀初期の建造と推定されている。
大黒様 - 土蔵造りで沼田小学校の奉安殿を転用したもの。
面々美様（めめよしさま） - なでると器量がよくなるとの信仰があるが、いかなる神仏かははっきりしない。

## 祭事
- 恒例祭 - 8月4日（沼田まつり）
- 諏訪祭 - 旧暦7月24日
- 大国祭 - 10月15日